# Montes Claros
Montes Claros là một đô thị thuộc bang Minas Gerais, Brasil. Đô thị này có diện tích 3582,034 km², dân số năm 2007 là 358271 người, mật độ 98,4 người/km².